# Timur Kuran
Timur Kuran é um economista e cientista político turco-americano, professor de economia e ciência política, e professor da cátedra família Gorter de estudos islâmicos na Duke University. O seu trabalho abrange economia, ciência política, história e direito.

## Juventude e formação
Timur Kuran nasceu na cidade de Nova York em 1954, onde seus pais eram estudantes de pós-graduação na Universidade de Yale . A família voltou para a Turquia, e ele passou sua infância em Ancara, onde seu pai, Aptullah Kuran, lecionava na Middle East Technical University . A família mudou-se para Istambul em 1969, quando Kuran pai ingressou no corpo docente do Robert College, cuja secção de ensino superior tornou-se a Universidade Boğaziçi em 1971.
Kuran obteve sua educação secundária em Istambul, formando-se no Robert College em 1973. Ele tirou a sua licenciatura em economia na Universidade de Princeton, graduando-se magna cum laude em 1977. Ele obteve o seu doutorado na Universidade de Stanford, sob a supervisão de Kenneth Arrow .

## Carreira académica
Kuran lecionou na University of Southern California entre 1982 e 2007, onde ocupou a cátedra King Faisal em Pensamento e Cultura Islâmica de 1993 em diante. Mudou-se para a Duke University em 2007, como professor da Família Gorter de Estudos Islâmicos e com uma nomeação conjunta nos departamentos de Economia e Ciência Política.
Os cargos de visitante de Timur Kuran incluem: o Institute for Advanced Study (1989-90), a Booth School of Business, da University of Chicago (1996-1997), o Departamento de Economia, da Universidade de Stanford (2004-2005), e a Faculdade de Direito, da Universidade de Yale (2020).
De 2008 a 2014, Kuran atuou no Comitê Executivo da Associação Econômica Internacional . Ele é membro fundador da Association for Analytic Learning about Islam and Muslim Societies ( AALIMS ), que dirige desde a sua criação em 2011.
Kuran foi o editor fundador da série de livros da University of Michigan Press intitulada “ Economics, Cognition, and Society ” (1989-2006). Desde 2009, ele é coeditor da série Cambridge University Press “ Cambridge Studies in Economics, Choice, and Society ”, que ele cofundou com Peter Boettke . É também coeditor do Journal of Comparative Economics desde 2017.

## Investigação
Quatro temas se destacam nas obras de Timur Kuran: falsificação de preferências, o papel das instituições islâmicas no desempenho econômico do Oriente Médio, a agenda econômica do islamismo contemporâneo e os legados políticos das instituições islâmicas no Oriente Médio. Os três últimos temas se beneficiam de sua paixão por colecionar documentos otomanos e turcos.

### Falsificação de preferências
Kuran cunhou o termo falsificação de preferências em um artigo de 1987 para descrever o ato de deturpar os próprios desejos sob pressões sociais sentidas pelo indivíduo. O conceito envolve adaptar as preferências expressas de alguém ao que parece socialmente aceitável ou politicamente vantajoso. Os seus trabalhos subsequentes argumentam que o fenômeno é onipresente e que pode ter enormes consequências sociais, políticas e econômicas. Os efeitos dependem das interdependências entre as preferências pessoais que os indivíduos escolhem expressar publicamente. Uma declaração ampla de seu argumento está em Private Truths, Public Lies: The Social Consequences of Preference Falsification . Este livro, de 1995, explica como a falsificação de preferências molda decisões coletivas, orienta mudanças estruturais, distorce o conhecimento humano, e oculta possibilidades políticas.
Um artigo de abril de 1989 de Kuran, “Faíscas e incêndios na pradaria: uma teoria da revolução política imprevista”, apresentou a Revolução Francesa (1789), a Revolução Russa (1917) e a Revolução Iraniana (1979) como exemplos de eventos que surpreenderam o mundo; e explicou como a falsificação de preferências, combinada com interdependências entre preferências publicamente expressas, impede-nos de antecipar terramotos políticos que são facilmente explicados em retrospecto. Após as revoluções da Europa Oriental no final de 1989, Kuran explicou por que especialistas experientes do Bloco Comunista foram pegos de surpresa em "Agora Fora do Nunca: O Elemento de Surpresa na Revolução da Europa Oriental de 1989". Esses artigos e Private Truths, Public Lies sugerem que revoluções políticas e grandes mudanças na opinião pública surpreenderão o mundo repetidamente, por causa da prontidão das pessoas, sob pressões sociais percebidas, em esconder suas disposições políticas pessoais.
Kuran usou sua teoria para lançar luz sobre a persistência do comunismo da Europa Oriental, apesar de suas ineficiências, e explicar por que o sistema de castas da Índia permaneceu uma instituição poderosa por milênios,  além de elucidar as transformações das relações raciais americanas, o agravamento das questões étnicas conflitos por meio de um processo de auto-reforço pelo qual os símbolos étnicos ganham relevância e significado prático, e, com Cass Sunstein, a erupção da histeria em massa sobre riscos menores, e a polarização americana.

### O Islão e a economia do Médio Oriente
Desde meados dos anos 1990, Kuran tem investigado o desenvolvimento económico do Médio Oriente a partir do surgimento do Islão e o impacto da lei xaria no crescimento da região.
Durante os primeiros séculos do Islão, observa Kuran, o conteúdo económico da lei islâmica era adequado às condições económicas globais. Como tal, o Médio Oriente era uma região economicamente avançada. Posteriormente, este não conseguiu igualar a transformação institucional através da qual a Europa Ocidental aumentou enormemente sua capacidade de reunir recursos, coordenar a produção e conduzir o comércio. Embora as instituições econômicas do Médio Oriente nunca tenham congelado, em certas áreas centrais para a modernização econômica as mudanças foram mínimas até o século XIX, pelo menos em relação às transformações estruturais no Ocidente.
A longa divergência: como a lei islâmica cerceou o Oriente Médio é o relato mais amplo de Kuran sobre essa tese. Lá, ele sugere que vários elementos da lei islâmica ajudaram a transformar o Médio Oriente num retardatário económico. Por causa de seu caráter igualitário, a lei islâmica de herança inibiu a acumulação de capital e reduziu a necessidade de inovações organizacionais para ampliar a união de capital e trabalho. A falta de um conceito islâmico de corporação também prejudicou o desenvolvimento organizacional; além disso, essa lacuna manteve os empresários politicamente fracos. O waqf, a forma distinta de truste do Islã, prendeu vastos recursos em organizações propensas a se tornarem disfuncionais.
Nenhuma dessas instituições foi desvantajosa em seu surgimento, sugere Kuran; eles resolveram problemas identificáveis. Nenhuma delas causou um declínio absoluto na atividade econômica. Cada uma tornou-se uma desvantagem ao se perpetuar durante o milênio no qual a Europa Ocidental liderou a modernização econômica.
Um argumento popular é que o Islã promove um ethos conservador que promove a resistência à adaptação. Se o conservadorismo por si só tivesse feito o Médio Oriente ficar para trás, diz Kuran, as reformas teriam ficado para trás na generalidade da realidade política, social, e económica. Mas, mesmo quando as instituições da economia privada estagnaram, os sistemas militar e tributário foram repetidamente reformados. O facto de as organizações comerciais e financeiras não terem crescido aponta para uma armadilha institucional, e não para atitudes conservadoras. Instituições ineficientes se perpetuaram à medida em que as suas interações diminuíram os incentivos para inovar. Quando, no século XIX, a ascensão do Ocidente criou uma ameaça existencial, seguiram-se os transplantes institucionais. As instituições emprestadas desempenham funções há muito cumpridas por meio de instituições islâmicas.
As instituições islâmicas que retardaram a modernização econômica do Médio Oriente não mais bloqueiam diretamente o desenvolvimento econômico, afirma Kuran. Mas os padrões que eles fomentaram, incluindo baixa confiança nas instituições, corrupção desenfreada e nepotismo generalizado, estão ainda a impedir o progresso da região.
A pesquisa de Kuran sobre a história econômica do Médio Oriente baseia-se, em parte, nos dados coletados dos arquivos da corte islâmica de Istambul. Os seus dados do século XVII foram publicados como um conjunto bilíngue de dez volumes.

### As funções da economia islâmica
A agenda de pesquisa de Kuran incluiu a exploração das origens, lógica e iniciativas da economia islâmica, uma doutrina que afirma oferecer uma alternativa ao capitalismo e ao socialismo . Suas iniciativas incluem o estabelecimento de instituições financeiras islâmicas destinadas a evitar juros. Também promove as normas comportamentais islâmicas e fundou sistemas antipobreza inspirados nas práticas do zakat na Arábia do século VII, nas primeiras décadas do Islão.
Timur Kuran argumenta que a doutrina da economia islâmica é incoerente e amplamente irrelevante para os desafios atuais. Suas aplicações práticas não tiveram efeitos perceptíveis na eficiência, confiança, ou redução da pobreza. Seu verdadeiro propósito não tem sido a melhoria econômica, mas o cultivo de uma identidade islâmica distinta. Serviu ao islamismo global (conhecido também como fundamentalismo islâmico) alimentando a ilusão de que as sociedades muçulmanas modernas podem viver de acordo com regras econômicas baseadas no Islão.
Uma declaração abrangente da análise e interpretação de Kuran da economia islâmica é o seu livro Islam and Mammon: The Economic Predicaments of Islamism . As empresas financeiras islâmicas negociam com juros rotineiramente, argumenta ele, por meio de artimanhas que fazem com que os juros pareçam um retorno ao risco. Suas operações não diferem, exceto simbolicamente, das empresas financeiras convencionais com as quais competem. Ele também observa que os sistemas modernos de zakat apenas relocam os recursos dentro da classe média ou mesmo redistribuem dos pobres para os ricos. Finalmente, ele aponta para a falta de evidências de que a economia islâmica melhorou a confiança ou a confiabilidade.
Seguindo Fazlur Rahman, Kuran argumenta que a economia islâmica não compreende as funções originais das instituições islâmicas baseadas no Alcorão.
Kuran escreveu sobre a controvérsia islâmica no que diz respeito à permissibilidade dos juros; as origens, funções históricas e variantes modernas do zakat; e cartões de crédito islâmicos.

### Islão e desempenho político do Médio Oriente
Com foco na história institucional do Médio Oriente, Kuran explorou por que estados modernos da região tendem a ser governados autocraticamente e por que a região se sai mal nos índices globais de liberdade. Ele propõe que três instituições islâmicas desempenharam papéis críticos. Embora projetado para limitar o estado, o sistema tributário original do Islã foi deixado de lado em algumas gerações. O waqf islâmico (ao contrário do waqf moderno, que é uma corporação) manteve a vida cívica anémica ao restringir a participação política e impedir a ação coletiva de baixo. E as empresas comerciais privadas permaneceram pequenas e efêmeras, dificultando a formação de coalizões estáveis capazes de negociar com o Estado.

### Documentos otomanos e turcos
Na sua infância e início da idade adulta, Timur Kuran construiu uma coleção de selos postais. À medida em que a sua carreira académica começou e os seus focos de pesquisa mudaram, os seus interesses de colecionador voltaram-se para áreas pouco estudadas: (1) história postal otomana e turca e artigos de papelaria postal ; (2) selos fiscais otomanos e turcos; e, cada vez mais, (3) documentos otomanos e turcos, com ênfase em evidências relativas à modernização da vida econômica e cívica.
Na terceira categoria, as suas principais coleções são sobre os seguintes temas: selos fiscais oficiais e seus usos; ocupações otomanas; ocupações estrangeiras de territórios otomanos; assistência social privada e semioficial; impressões, imprensa e publicações; banca e seguros; organizações políticas; Educação; e loterias. Essas coleções fornecem dados para a pesquisa académica em andamento de Kuran sobre a modernização otomana e turca desde o final do século XVIII.
Ele é co-autor, com Mehmet Akan, do volume 1 de uma trilogia bilíngue (em processo de composição) sobre a micro-história do sistema postal turco.